# Stenungsunds IF
Der Stenungsunds IF ist ein schwedischer Fußballverein in Stenungsund im Westen des Landes. Der Klub spielte mehrere Jahre in der zweithöchsten Spielklasse Schwedens.

## Geschichte
Stenungsunds IF gründete sich am 27. April 1927. Die Fußballmannschaft nahm bereits im folgenden Jahr erstmals an einem regionalen Ligabetrieb teil, ehe sie im unteren Ligabereich der schwedischen Ligapyramide eingegliedert wurde. 1974 stieg der Klub schließlich erstmals in die dritte Liga auf und konnte zwei Jahre die Klasse halten. Zunächst spielte sie in der Viertklassigkeit im mittleren Ligabereich, ehe 1980 als Staffelsieger die Rückkehr ins dritte Spielniveau gelang.
Stenungsunds IF verpasste in der Spielzeit 1981 nur knapp den direkten Durchmarsch in die zweite Liga. Als Tabellendritter hinter IK Oddevold und Alingsås IF fehlten zwei Punkte zum Aufstiegsplatz. Die Mannschaft konnte den Erfolg nicht bestätigen und rutschte in den Abstiegskampf ab. Reichten 1982 noch 18 Punkte zum Klassenerhalt, belegte der Klub im folgenden Jahr einen Abstiegsplatz. Dieses Mal schaffte die Mannschaft den direkten Wiederaufstieg, in der dritten Liga verpasste sie jedoch erneut den Klassenerhalt und wurde 1985 gar Opfer einer Ligareform. Als Fünftligist eingestuft, kehrte die Mannschaft nach nur einer Spielzeit in die Viertklassigkeit zurück, wo sie sich in den folgenden Jahren zur festen Größe entwickelte.
1993 stieg Stenungsunds IF erneut in die dritte Liga auf, nachdem die Mannschaft in der Herbstserie hinter Ljungskile SK als Tabellenzweiter in die Aufstiegsrunde eingezogen war und dort ohne Niederlage blieb. Der Aufsteiger überraschte und schloss auch in der Division 2 Västra Götaland als Tabellenzweiter hinter dem Mitaufsteiger ab. Nach Erfolgen über Väsby IK und Myresjö IF erreichte die Mannschaft erstmals die zweite Liga. In der Südstaffel setzte sich der Klub im Mittelfeld fest. Mit einem neunten Platz im ersten Jahr hatte der Klub vier Punkte Vorsprung auf die von Jonsereds IF, Karlskrona AIF, IK Sleipner und Lunds BK belegten Abstiegsplätze. Nach einem zehnten Platz im Folgejahr erreichte der Klub 1996 das bis dato beste Ergebnis seiner Vereinsgeschichte. Hinter IF Elfsborg und Ljungskile SK belegte die Mannschaft den dritten Tabellenplatz, wobei sie drei Punkte Rückstand auf den Relegationsplatz zur Allsvenskan aufwies. Nach jeweils fünften Plätzen in den beiden anschließenden Spielzeiten folgte 1999 der Absturz. Als Tabellenletzter verpasste der Klub die Qualifikation zur neugeschaffenen Superettan deutlich und wurde in den beiden folgenden Spielzeit in die Fünftklassigkeit durchgereicht.
Nachdem Stenungsunds IF im ersten Jahr im fünften Spielniveau als Tabellenzweiter der regulären Spielzeit in die Aufstiegsspiele eingezogen und dort gescheitert war, kehrte die Mannschaft 2003 als Staffelsieger in die vierte Liga zurück. In der Relegation verpasste sie dort den Klassenerhalt und rutschte aufgrund einer Ligareform in der folgenden Spielzeit in die Sechstklassigkeit ab. Dem sofortigen Wiederaufstieg folgte 2008 der erneute Abstieg.